# 사라판
사라판(сарафа́н, 번역하면 "머리부터 발끝까지")은 여아들과 여자들이 입는 러시아의 전통 의상 중 하나이다.

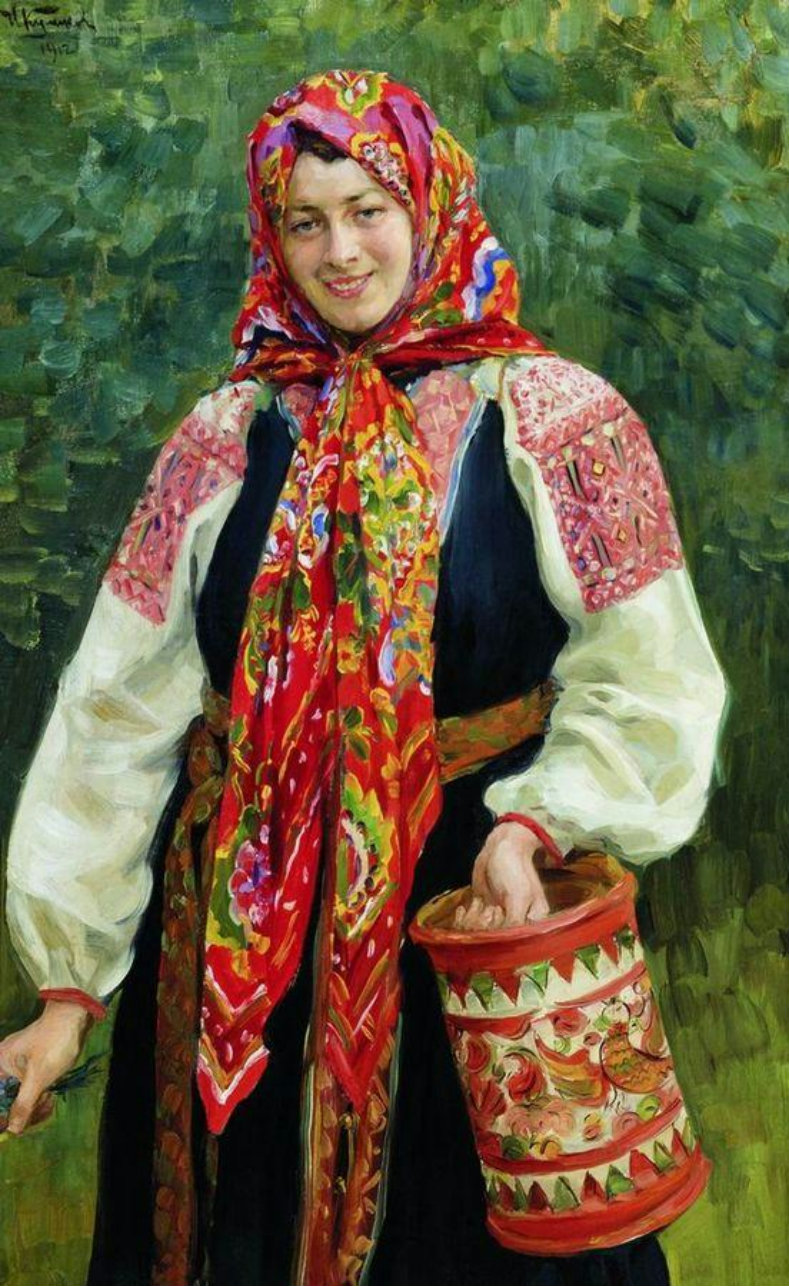
1912년에 만들어진 자료. 한 여성이 사라판을 입고 있다.

## 역사
초창기 사라판은 꽉 조이는 형태로 입고 다녔으나, 러시아 정교회의 영향으로 점점 폭이 넓어졌다. 원래 18세기 초에 사라판은 농민 계층의 여성들이 자주 입는 옷이었다.

## 모습
사라판은 부채꼴 모양의 치마가 있고, 대부분 두건을 착용하지만 때에 따라 모자를 착용한다.
사라판의 장식은 사회적 지위에 따라 더 화려하거나 더 소박해진다. 귀족이나 높은 자리에 있는 사람이 입는 사라판은 하위 계층에 있는 사람들 보다 더 화려하게 옷을 꾸미는데, 모자 장식 역시 지위가 높으면 높을수록 더욱 화려한 장식을 한다. 귀족들이 사용하는 옷에는 금이나 은과 같은 장식을 걸어두기도 한다.

## 러시아 내 다른 분야에서의 사라판의 영향
대중적으로 알려진 붉은 두건을 쓰고 있는 모습을 한 러시아 인형인 마트료시카 인형이 사라판을 입고 있는 여성으로 묘사된다.